# Bryophilacris cryptica
Bryophilacris cryptica är en insektsart som beskrevs av Christiane Amédégnato 1985. Bryophilacris cryptica ingår i släktet Bryophilacris och familjen gräshoppor. Inga underarter finns listade i Catalogue of Life.